# Шкала CHADS2
Шкала CHADS2 — шкала для оцінки ризику тромбоемболічних ускладнень у пацієнтів з фібриляцією передсердь. Створена на основі результатів досліджень AFI (Atrial fibrillation Investigator,1994) та SPAF (Stroke Prevention in atrial fibrillation, 1991).
Шкала CHADS2 та її оновлена версія, CHA2DS2-VASc, є правилами клінічного прогнозування для оцінки ризику інсульту у людей з неревматичною фібриляцією передсердь (ФП), значущою та серйозною серцевою аритмією, пов'язаною з тромбоемболічним інсультом. Така оцінка використовується для визначення того, чи потрібне пацієнту лікування антикоагулянтами або антитромбоцитарними засобами, оскільки ФП може спричинити застій крові у верхніх камерах серця, що призведе до утворення пристінкового тромбу, який може переміщуватись у кров'яний потік, досягає мозку, блокує кровопостачання мозку і викликає інсульт.
Вищий бал відповідає більшому ризику інсульту, а нижчий — меншому. Шкала CHADS2 проста і була підтверджена багатьма дослідженнями. У клінічному застосуванні шкала CHADS2 (вимовляється як «chads two») була замінена оцінкою CHA2DS2-VASc («chads vasc»), що дає кращу стратифікацію пацієнтів із низьким ризиком.
|    | Абревіатура              | Стан                                                                 | Бали |
| -- | ------------------------ | -------------------------------------------------------------------- | ---- |
| С  | Congestive heart failure | Хронічна серцева недостатність, фракція викиду лівого шлуночка <40 % | 1    |
| H  | Hypertension             | Артеріальна гіпертензія                                              | 1    |
| A  | Age                      | Вік ≥75 років                                                        | 1    |
| D  | Diabetes                 | Цукровий діабет                                                      | 1    |
| S2 | Stroke                   | Перенесений інсульт або ТІА                                          | 2    |

| Бали CHADS2 | Ризик | 95 % ДІ   |
| ----------- | ----- | --------- |
| 0           | 1,9   | 1,2-3,0   |
| 1           | 2,8   | 2,0-3,8   |
| 2           | 4,0   | 3,1-5,1   |
| 3           | 5,9   | 4,6-7,3   |
| 4           | 8,5   | 6,3-11,1  |
| 5           | 12,5  | 8,2-17,5  |
| 6           | 18,2  | 10,5-27,4 |

Оцінка CHA2DS2-VASc є широко використовуваним медичним інструментом, який використовується для лікарями для вирішення питання щодо лікування для запобігання інсульту у людей з неклапанною фібриляцією передсердь (ФП).

## CHA2DS2-VASc
Для доповнення шкали CHADS2, шляхом включення додаткових «модифікаторів ризику інсульту», у 2001 році була запропонована шкала CHA2DS2-VASc.
У клінічній практиці шкала CHADS2 була замінена шкалою CHA2DS2-VASc, що дає кращу стратифікацію пацієнтів з низьким ризиком. Шкала CHADS2 є кращою за CHA2DS2-VASc у багатьох групах пацієнтів, включаючи пацієнтів з ФП, які отримують амбулаторну планову електричну кардіоверсію.
|    | Фактор                                                                                              | Бали |
| -- | --------------------------------------------------------------------------------------------------- | ---- |
| C  | Застійна серцева недостатність                                                                      | 1    |
| H  | Артеріальна гіпертензія: постійний АТ вище 140/90 мм рт. ст. (або контрольована ліками гіпертензія) | 1    |
| A2 | Вік 75 років і вище                                                                                 | 2    |
| D  | Цукровий діабет                                                                                     | 1    |
| S2 | Перенесений інсульт або транзиторна ішемічна атака, або тромбоемболія                               | 2    |
| V  | Судинна хвороба (напр. хвороба периферичних артерій, інфаркт міокарда, бляшки в аорті)              | 1    |
| A  | Вік 65-74 років                                                                                     | 1    |
| Sc | Жіноча стать                                                                                        | 1    |

Таким чином, шкала CHA2DS2-VASc є уточненням шкали CHADS2 і розширює останню, включаючи додаткові загальні фактори ризику інсульту, тобто вік 65–74 років, жіночу стать та захворювання судин. У оцінці CHA2DS2-VASc «вік 75 років і старше» також має додаткову вагу з 2 балами.
Максимальна оцінка CHADS2 становить 6, тоді як максимальна оцінка CHA2DS2-VASc — 9 (а не 10, як можна було б очікувати, якщо просто додати стовпці; максимальний бал за віком — 2 бали).
| Бали CHA2DS2-VASc | Friberg 2012 | Lip 2010 | 95 % ДІ  |
| ----------------- | ------------ | -------- | -------- |
| 0                 | 0.2          | 0.0      | 0.0–0.0  |
| 1                 | 0.6          | 0.6      | 0.0–3.4  |
| 2                 | 2.2          | 1.6      | 0.3–4.7  |
| 3                 | 3.2          | 3.9      | 1.7–7.6  |
| 4                 | 4.8          | 1.9      | 0.5–4.9  |
| 5                 | 7.2          | 3.2      | 0.7–9.0  |
| 6                 | 9.7          | 3.6      | 0.4–12.3 |
| 7                 | 11.2         | 8.0      | 1.0–26.0 |
| 8                 | 10.8         | 11.1     | 0.3–48.3 |
| 9                 | 12.2         | 100      | 2.5–100  |

У основних клінічних керівництвах вищевказаний фіксований річний ризик інсульту використовуються для рекомендації щодо початку лікування антикоагулянтами. Якщо ризик ішемічного інсульту перевищує 1–2 %, це є бути показанням для початку антикоагулянтної терапії. Однак реальний ризик отримати інсульт залежить від методу відбору та географічних регіонів, а також від використання відповідної методології аналізу дослідження. Мета-аналіз декілької досліджень у 2015 році показав, що річний ризик інсульту менше 1 % в 13 з 17 досліджень шкали CHA2DS2-VASc при 1 балі, 6 з 15 досліджень вказали ризик для 1 бала до 2 % та 5 з 15 досліджень давали ризик більше 2 % для 2 балів. Також, частота інсульту змінюється залежно від умов дослідження (лікарня або амбулаторія), популяції (набрана або загальна), етносу та інш.
Шкала CHA2DS2-VASc набуває популярності порівняно зі шкалою CHADS2. Прогностичне значення шкал для пацієнтів з порушенням функції нирок обговорюється, низка досліджень свідчить про низьку цінність цих шкал у цій групі пацієнтів.

## Рекомендації щодо лікування
Шкала CHA2DS2-VASc з 2012 року використовується в Клінічних керівництвах Європейського товариства кардіології (European Society of Cardiology) по веденню пацієнтів з передсердними фібриляціями. У 2014 році Американська Колегія Кардіології (American College of Cardiology)/Американське товариство Серця (American Heart Association) та Товариство Ритму Серця (Heart Rhythm Society) у свойому керівництві також рекомендували використання шкали CHA2DS2-VASc.
Європейське Товариство Кардіології (ESC), та Національний інститут здоров'я і досконалості допомоги (NICE) надали рекомендації, якщо пацієнт має 2 бали або більше за шкалою CHA2DS2-VASc score розпочинати лікування оральними антикоагулянтами — антагоністами вітаміну K (варфарин) з цільовим МНВ 2-3 або один з прямих антикоагулянтів (DOACs), наприклад дабігатран, рівароксабан, едоксабан, апіксабан.
Якщо пацієнт має «низький ризик» за шкалою CHA2DS2-VASc (0 у чоловіків, 1 у жінок), антикоагулянтна терапія не рекомендується.
У чоловіків з 1 фактором ризику інсульту (1 бал за шкалою CHA2DS2-VASc), антитромботична терапія оральними антикоагулянтами може бути розглянута, з урахування особливостей пацієнта. Навіть один фактор збільшує ризик інсульту і смерті, призначення орального антикоагулянта має позитивний ефект у порівнянні з відсутністю лікування, або з лікуванням аспірином.

### Антикоагулянтна терапія
Рекомендації щодо лікування на основі шкали CHA2DS2-VASc зведені у таблиці:
| Бали                      | Ризик    | Антикоагулянтна терапія                                               | Рекомендації |
| ------------------------- | -------- | --------------------------------------------------------------------- | --- |
| 0 (чоловіки) or 1 (жінки) | Низький  | Не показана                                                           | Лікування не показане |
| 1 (чоловіки)              | Помірний | Необхідно розглянути доцільність призначення оральних антикоагулянтів | Оральні антикоагулянти з добре контрольованим прийомом антагоністів вітаміну К (варфарин з часом у терапевтичному діапазоні більше 70 %), або прямі оральні антикоагулянти (DOAC, дабігатран, рівароксабан, едоксабан, апіксабан) |
| 2 або більше              | Високий  | Оральні антикоагулянти рекомендовані                                  | Оральні антикоагулянти з добре контрольованим прийомом антагоністів вітаміну К (варфарин з часом у терапевтичному діапазоні більше 70 %), або прямі оральні антикоагулянти (DOAC, дабігатран, рівароксабан, едоксабан, апіксабан) |

Для вирішення питання який препарат найбільше підходить пацієнту використовують шкалу SAMe-TT2R2 score .

### Ризик кровотечі
Оцінка ризику інсульту завжди повинна включати оцінку ризику кровотечі. Це можна зробити за допомогою перевірених показників ризику кровотечі, таких як показники HEMORR2HAGES або HAS-BLED. Оцінка HAS-BLED рекомендована в керівництвах, для ідентифікування пацієнта з високим ризиком для регулярного огляду та спостереження, а також для усунення оборотних факторів ризику кровотечі (наприклад, неконтрольована гіпертензія, лабільне МНВ, надмірне вживання алкоголю або супутнє застосування аспірину/НПЗП). Якщо пацієнт приймає варфарин, то для оцінки критерію «лабільного МНВ» у HAS-BLED необхідні знання про контроль МНВ; в іншому випадку для пацієнта без варфарину цей критерій дорівнює нулю. Високий показник HAS-BLED не є підставою для припинення прийому антикоагулянтів. Крім того, якщо порівнювати з HAS-BLED, інші показники ризику кровотечі, які не враховують «лабільне МНВ», будуть значно менш ефективними для прогнозування кровотечі при призначенні варфарину, і часто неадекватно відносять багатьох пацієнтів до категорії «низького ризику».